# Weed (川村かおりのアルバム)
『Weed』（ウィード）は、1992年2月5日にポニーキャニオン/SEE・SAWから発売された川村かおりの4枚目のアルバム。

## 内容
- ポニーキャニオン在籍ラストで最大のヒット作となった本作は「見つめていたい」のアコースティック・バージョン、川村の作曲による「Weed〜a march of silence〜」を収録。
- デビューからプロデュースをしている高橋研に加え、本作発売当時活動していたBARBEE BOYSのリーダー、いまみちともたかも参加している。

## 収録曲
作曲・編曲：高橋研（特記以外）
1. 見つめていたい（アコースティック篇）
  - 作詞：高橋研・Kaori
2. 僕を撃て
  - 作詞：高橋研・Kaori
3. うそつきこざる か わがままサンディ
  - 作詞：いまみちともたか・Kaori　作曲・編曲：いまみちともたか
4. シベリア鉄道（木枯らし篇）
  - 作詞：いまみちともたか・Kaori　作曲・作曲：いまみちともたか
5. ジェロニモ
  - 作詞・作曲・編曲：いまみちともたか
6. 奇妙な果実
  - 作詞：高橋研・Kaori
7. Hey Hey Hey '91
  - 作詞：Kaori
8. 脳内テンション ダダダァーン
  - 作詞：いまみちともたか・Kaori　作曲・作曲：いまみちともたか
9. みんな僕のせいさ
  - 作詞：高橋研
10. Weed〜a march of silence〜
  - 作詞・作曲：Kaori